# Казак, Иван Емельянович
Иван Емельянович Казак (1919—1943) — младший сержант Рабоче-крестьянской Красной Армии, участник Великой Отечественной войны, Герой Советского Союза (1944).

## Биография
Иван Казак родился 5 июля 1919 года в селе Новоберёзовка (ныне — Аромашевский район Тюменской области). После окончания пяти классов школы работал трактористом. В сентябре 1939 года Казак был призван на службу в Рабоче-крестьянскую Красную Армию. С августа 1942 года — на фронтах Великой Отечественной войны. Принимал участие в боях на Центральном, Воронежском и 1-м Украинском фронтах. Участвовал в Курской битве. К ноябрю 1943 года младший сержант Иван Казак был наводчиком орудия артиллерийского дивизиона 248-й отдельной курсантской стрелковой бригады 60-й армии 1-го Украинского фронта. Отличился во время освобождения Житомирской области Украинской ССР.
6 декабря 1943 года противник атаковал позиции бригады с трёх направлений танковыми частями в районе села Фасова. Во время первой немецкой контратаки Казак уничтожил два вражеских танка, во время второй — ещё семь. В бою он получил тяжёлое ранение, от которого вечером того же дня скончался в медсанбате. Похоронен в селе Гута-Потиевка Радомышльского района Житомирской области Украины.
Указом Президиума Верховного Совета СССР от 1 июля 1944 года за «личную отвагу, доблесть и воинское мастерство, проявленные в бою у села Фасова при освобождении Житомирской области от гитлеровских захватчиков» младший сержант Иван Казак посмертно был удостоен высокого звания Героя Советского Союза. Также посмертно был награждён орденом Ленина.